# Last Days in Vietnam
Pour plus de détails, voir Fiche technique et Distribution.
Last Days in Vietnam est un documentaire américain réalisé par Rory Kennedy en 2014. Le film présente des images d'archives de Richard Nixon.

## Synopsis
Le film parle des dernières semaines de la guerre du Vietnam. L'armée nord-vietnamienne s'approche de la capitale et plus grande ville de la république du Viêt Nam, Saïgon. L'armée sud-vietnamienne s'enfuit dans la panique. Pendant ce temps, la Maison Blanche a donné l'ordre d'évacuer les citoyens américains. Les soldats américains sont confrontés à la question de savoir s'ils doivent obéir au commandement ou sauver les Sud-Vietnamiens. Alors que la résistance sud-vietnamienne se brise, les soldats américains tentent de sauver le plus de vies possible.
Dans son film, la réalisatrice Rory Kennedy utilise du matériel d'archives et présente des déclarations de témoins contemporains, d'historiens et d'autres experts du film.

## Accueil
Le film a été produit par Moxie Firecracker Films et a rapporté environ 466 000 dollars américains.
Le film a été créé le 17 janvier 2014 au Sundance Film Festival à Park City, Utah. C'était le 30ème festival du film de Sundance.

## Fiche technique
- Titre original : Last Days in Vietnam
- Réalisation : Rory Kennedy
- Scénario : Kevin McAlester, Mark Bailey
- Photographie : Joan Churchill
- Montage : Don Kleszy
- Musique :
- Production : Rory Kennedy, Kevin McAlester
- Société de production : Moxie Fire cracker Films
- Société de distribution :  American Experience, PBS Distribution
- Budget :
- Box-office : 161 300 $
- Pays d'origine :  États-Unis
- Langue originale : anglais
- Format : couleur
- Genre : Documentaire
- Durée : 98 minutes
- Dates de sorties : 2014

## Prix
Aux Oscars 2015, le film a été nommé pour le meilleur documentaire. Il a également été nommé pour de nombreuses autres récompenses, dont le Critics Choice Award du meilleur documentaire, mais n'en a remporté que quatre.